# Cantone di Beauvoir-sur-Niort
Il Cantone di Beauvoir-sur-Niort era una divisione amministrativa dell'arrondissement di Niort.
A seguito della riforma approvata con decreto del 18 febbraio 2014, che ha avuto attuazione dopo le elezioni dipartimentali del 2015, è stato soppresso.

## Composizione
Comprendeva i comuni di:
- Beauvoir-sur-Niort
- Belleville
- Boisserolles
- La Foye-Monjault
- Granzay-Gript
- Marigny
- Prissé-la-Charrière
- Saint-Étienne-la-Cigogne
- Thorigny-sur-le-Mignon